# Mezőssy Béla
Mezőssy Béla (Tolcsva, 1870. november 13. – Újfehértó, 1939. január 19.) politikus, földművelésügyi miniszter.

## Életrajza
Miután jogi tanulmányait elvégezte, Szabolcs vármegye tiszteletbeli aljegyzője lett. 1896-ban a nagykállói kerület függetlenségi programmal képviselővé választotta. Az 1905–1906-os magyarországi belpolitikai válság idején tagja volt a szövetkezett ellenzék országos vezérlő bizottságának, valamint Szabolcs vármegyében az ún. nemzeti ellenállás vezetője. 1906-tól 1910-ig földművelésügyi államtitkárként tevékenykedett, 1910-től pedig újból képviselő függetlenségi párti programmal. 1917. június 15-től 1918. január 25-ig a harmadik Wekerle-kormányban földművelésügyi miniszter volt. Kinevezése után a Világ című lap munkatársa, Magyar Lajos egy írásában megvádolta, hogy miniszteri hatalmát saját gazdasági érdekei előmozdítására használta fel. Az ügyet egy választott bíróság kivizsgálta és a cikkben felsorolt ügyeket és az azokkal kapcsolatban megfogalmazott vádakat alaptalannak találta.
1918 után visszavonult a politikai élettől. 1910-től 1917-ig, illetve 1918 és 1926 között a Nyírségi Vízgazdálkodási Társulat elnöke volt.
Cikke a Nyirvidékben (mely lapnak munkatársa, 1889. 51. sz. Hajdan és most, restaurácziói reminiscenciák 1836-1889). A Sárospataki Ifjusági Közlönynek főmunkatársa volt 1888-89-ben.
Országgyűlési beszédei a Naplókban (1896-1901) vannak.